# Rue Édouard-Detaille
La rue Édouard-Detaille est une voie du 17e arrondissement de Paris, en France.

## Situation et accès
La rue Édouard-Detaille est une voie publique située dans le 17e arrondissement de Paris. Elle débute au 41-45, rue Cardinet et se termine au 59, avenue de Villiers.

## Origine du nom

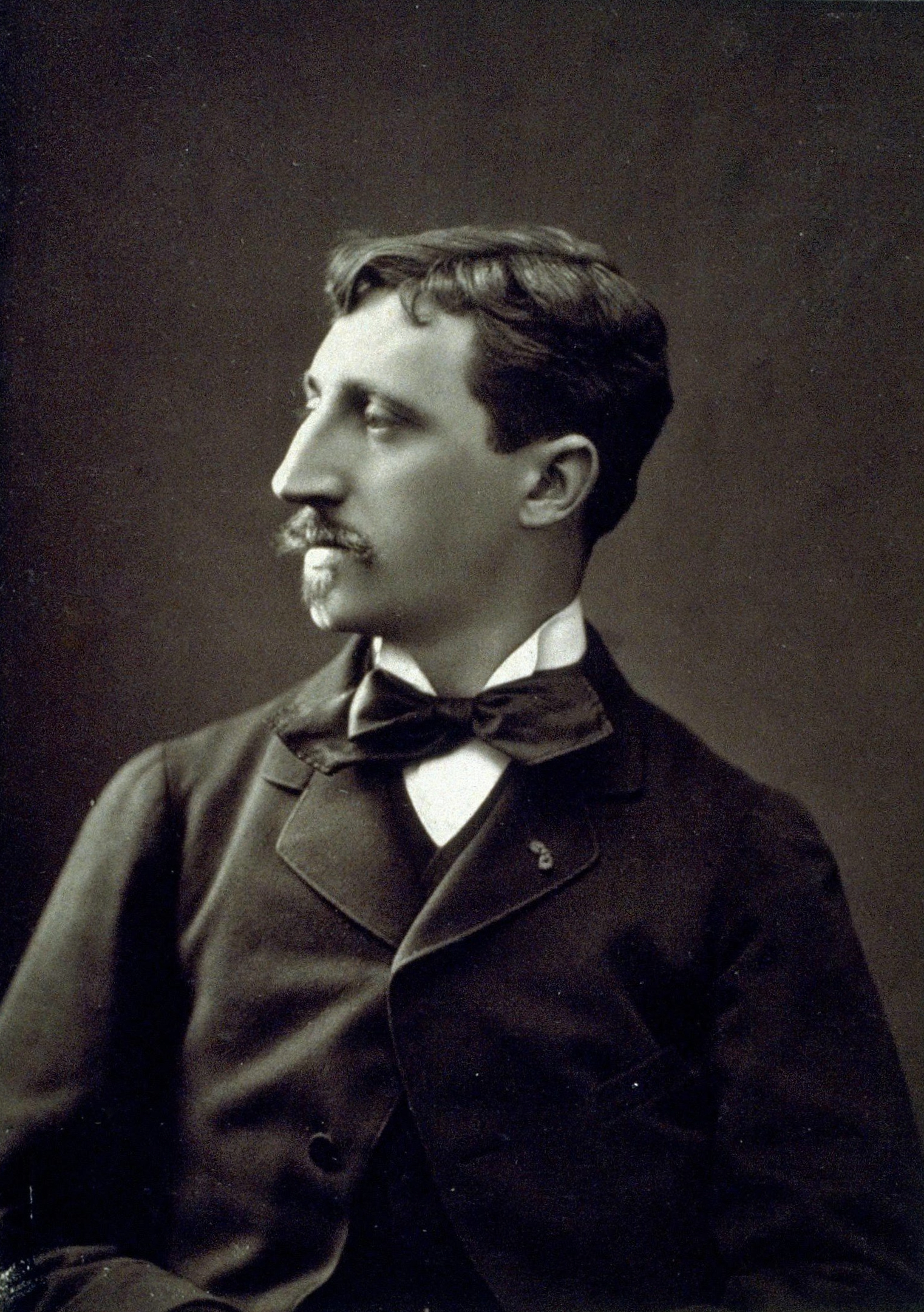
Édouard Detaille.

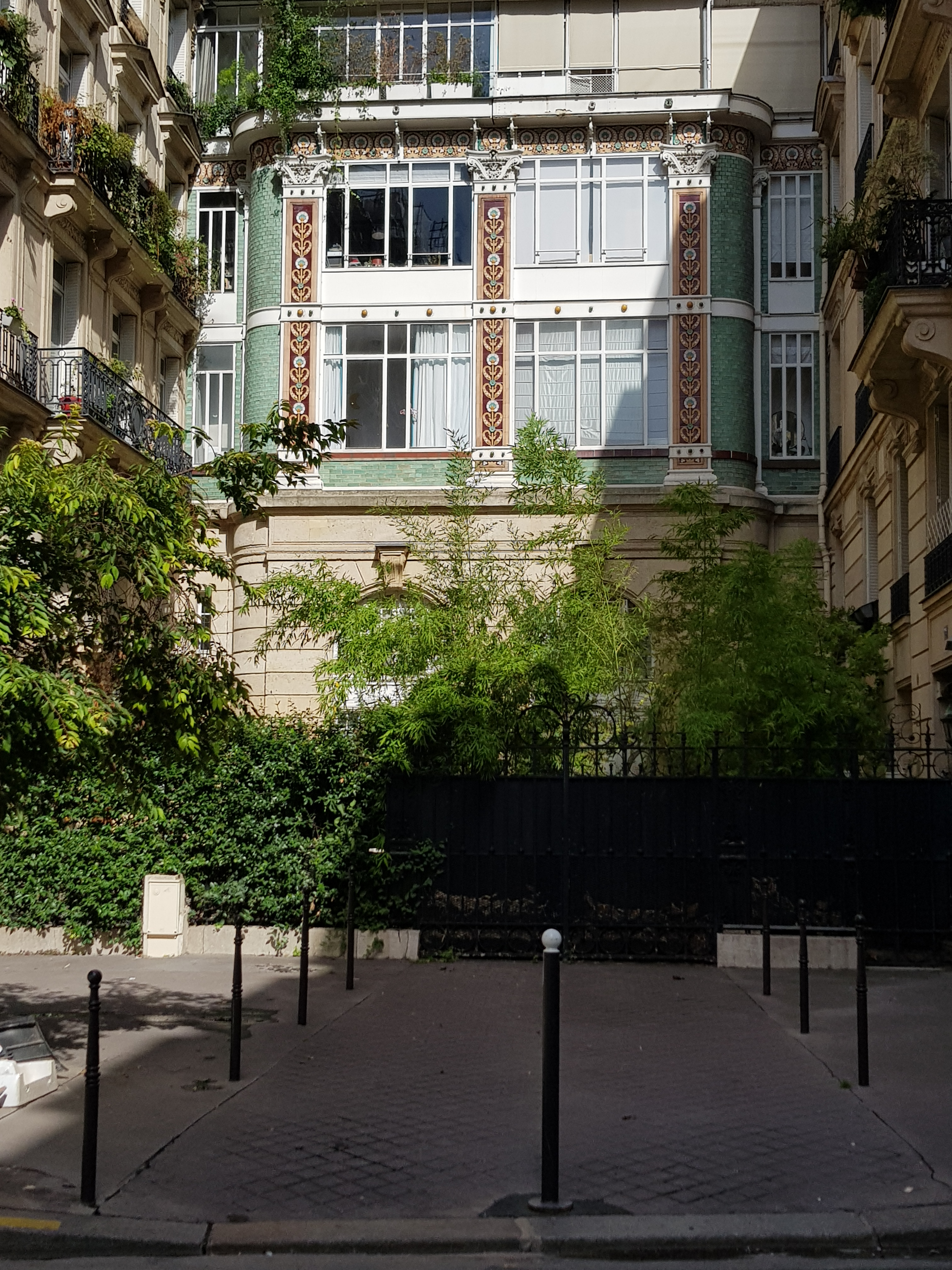
Nos 7-9.

Elle porte le nom du peintre militaire Édouard Detaille (1848-1912).

## Historique
Cette voie est créée sous sa dénomination actuelle en 1892 sur les terrains appartenant à la Compagnie des téléphones. Elle est classée dans la voirie de Paris par décret du 27 juillet 1912.

## Bâtiments remarquables et lieux de mémoire
- No 7-9 : ensemble construit par l’architecte Henri Marchand en 1892, composé de deux bâtiments de six étages en encadrant un troisième à la façade habillée par un large oriel[1].